# Мендешівський сільський округ
Менде́шівський сільський округ (каз. Мендешев ауылдық округі, рос. Мендешевский сельский округ) — адміністративна одиниця у складі Жангалинського району Західноказахстанської області Казахстану. Адміністративний центр — село Киркопа.
Населення — 696 осіб (2021; 1149 у 2009, 1201 у 1999, 1093 у 1989).
Станом на 1989 рік існувала Мендешівська сільська рада (села Балгин, Кармановка, Карташево). Села Балгин та Карташово ліквідовані 2021 року.

## Склад
До складу округу входять такі населені пункти:
| Населений пункт | Старі назви          | Населення, осіб (1989) | Населення, осіб (1999) | Населення, осіб (2009) | Населення, осіб (2021) |
| --------------- | -------------------- | ---------------------- | ---------------------- | ---------------------- | ---------------------- |
| Балгин, село    | -                    | 117                    | 103                    | 91                     | -                      |
| Карташово, село | Карташево, Карташова | 212                    | 153                    | 156                    | -                      |
| Киркопа, село   | Кармановка           | 764                    | 945                    | 902                    | 696                    |